# Дрізд-землекоп
Дрізд-землекоп (Turdus litsitsirupa) — вид горобцеподібних птахів родини дроздових (Turdidae). Мешкає в Східній, Центральній і Південній Африці. Раніше цей вид відносили до монотипового роду Psophocichla, однак за результатами молекулярно-філогенетичного дослідження був переведений до роду Дрізд (Turdus), в якому дрізд-землекоп є базальним видом.

## Опис
Довжина птаха становить 22–24 см. Постава тіла вертикальна, хвіст короткий, дзьоб міцний, лапи відносно довгі. Верхня частина тіла сіро-коричнева, крила каштанові. Нижня частина тіла біла, поцяткована чорними плямами, обличчя біле, поцятковане чорними смугами. На нижній стороні крил чорно-білий візерунок, помітний в польоті.

## Підвиди
Виділяють чотири підвиди:
- T. l. simensis (Rüppell, 1837) — Ефіопське нагір'я;
- T. l. litsitsirupa (Smith, A, 1836) — від центральної Намібії і південної Замбії до півночі ПАР і південного Мозамбіка;
- T. l. pauciguttatus Clancey, 1956 — від південної Анголи і північної Намібії до західного Зімбабве;
- T. l. stierlingi (Reichenow, 1900) — від центральної Анголи до Танзанії.

Деякі дослідники виділяють підвид T. l. simensis у окремий вид Turdus simensis

## Поширення і екологія
Дрозди-землекопи мешкають в Ефіопії, Еритреї, Демократичній Республіці Конго, Танзанії, Анголі, Замбії, Зімбабве, Малаві, Мозамбіку, Ботсвані, Намібії, Південно-Африканській Республіці і Есватіні. Вони живуть в саванах, рідколіссях, в чагарникових заростях і на луках, на плантаціях і в садах. В Центральній і Південній Африці зустрічаються на висоті від 500 до 2000 м над рівнем моря, на Ефіопському нагір'ї на висоті від 1800 до 4100 м над рівнем моря. Гніздо чашоподібне, робиться з рослинності і павутиння, встелюється пір'ям і листям. в кладці 3-4 яйця, інкубаційний період триває 14-15 днів. 